# Сісамон
Сісамон (ісп. Sisamón) — муніципалітет в Іспанії, у складі автономної спільноти Арагон, у провінції Сарагоса. Населення — 50 осіб (2010).
Муніципалітет розташований на відстані близько 170 км на північний схід від Мадрида, 110 км на південний захід від Сарагоси.

## Демографія
Динаміка населення (INE ):

## Галерея зображень

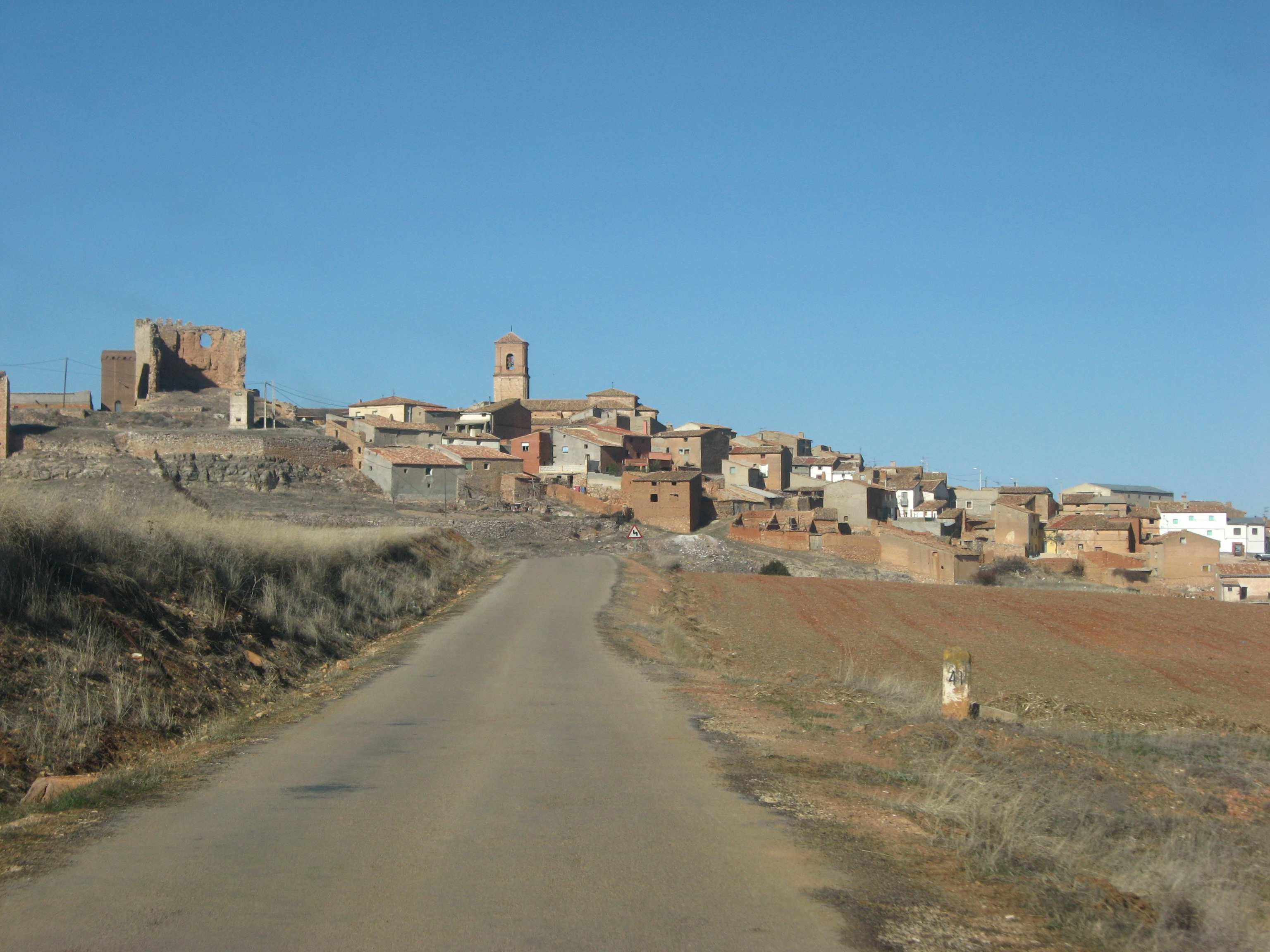
Сісамон